# متن الساحل
إحدى قرى محافظة طرطوس في سوريا. وتبعد 16 كم عن مدينة طرطوس. تقع القرية فوق جبل يصل ارتفاعه إلى 300 متر فوق مستوى سطح البحر. تطل الجهة الغربية من القرية على البحر المتوسط. لا يتجاوز عدد سكان البلدة 3500 نسمة. والمتواجدين بها أقل بكثير من هذا العدد لوجود نسبة كبيرة من أهل القرية من المغتربين.

## الانشطة البشرية
الزراعة هي النشاط الرئيسى للسكان وكانت قديماً تقوم على أشجار الزيتون الذي يعد أهم المحاصيل بالقرية وأشجار الحمضيات كما كانت تهتم أيضاً بزراعة الخضار الموسمية والحبوب إذ أن معظم الأراضي السهلية كانت تزرع بالقمح والشعير شتاء وبالفستق (الفول السوداني) صيفاً إلا ان كل هذه الزراعات انحسرت بعد أن اتجه أكثر من 90% من مزارعين القرية إلى البيوت البلاستيكية التي سرعان ما انتشرت في أراضي القرية كالنار في الهشيم بدءً من اواخر الثمانينات وبداية تسعينات القرن العشرين وتزرع غالبية البيوت البلاستيكية في القرية بالبندورة إلا أنه هناك بعض من يقوم بزراعة الخضار والفواكه الأخرى في بيوته البلاستيكية بالإضافة إلى زراعة البعض للأزهار والورود.
التعليم
نسبة الامية ضئيلة في القرية وتنحصر بين كبار السن اما بين الاجيال الجديدة فان الأمية تكاد تكون معدومة ويوجد بالقرية مدرسة ابتدائية اسست عام1948 واعدادية اسست عام1971.
المواصلات
عام 1981 قام السكان بإنشاء جمعية للنقل العام في البلدة تمتلك ميكروباصين يعملان على توصيل الطلاب والعمال إلى طرطوس ويعملان طبقا لنظام توقيت محدد حتى الآن.

## النشاة
يعود تاريخ المدينة إلى حوالي قرنين ونصف وكانت تدعى متن عرنوق. وكان اهلها يسكنون في منطقة حير المتن والتي تقع إلى الغرب من موقع القرية الحالى بحوالي 500 متر. وفي عام 1790 قام السكان بالانتقال إلى موقع القرية الحالى. عام 1800 و1835 و1900 شهدت القرية مقدم عدة عائلات إليها مما ساهم في زيادة عدد سكانها بدرجة كبيرة. أطلق على القرية رسميا اسم متن الساحل عام 1969.
‌